# Обрист, Ханс Ульрих
Ханс Ульрих Обрист (нем. Hans-Ulrich Obrist, 24 мая 1968, Вайнфельден, Швейцария) — швейцарский куратор, критик, историк искусства, директор лондонской галереи «Серпентайн».

## Биография
Ханс Ульрих Обрист ведёт специальную выставочную программу Migrateurs в Музее современного искусства Парижа. Читает лекции на искусствоведческом факультете IUAV в Венеции.
В 2009 году Ханс Ульрих Обрист был признан журналом ArtReview номером один в рейтинге людей искусства во всем мире.
В том же году вышла в свет книга «Краткая история кураторства», ставшая популярным пособием. Монументальный и знаменитый труд оформлен, как ряд интервью с выдающимися кураторами второй половины XX века. Благодаря исследованию Обрист формирует новое понимание современного искусства и, непосредственно, повествует об истории кураторства. В формате беседы автор книги приводит истории 11 кураторов, которые описывают новые для XX века типы экспозиций, поставленные ими или их коллегами, а также уникальные художественные практики музеев.

## Цитаты
- «Кураторство сейчас становится совсем другой профессией — ведь и само понятие „искусство“ сейчас значительно шире, чем раньше. Йозеф Бойс когда-то предлагал переосмыслить термин „художник“ — я предлагаю сделать то же самое с фигурой куратора. Когда он превращается в селекционера, указывающего, что является искусством, а что нет, что верно, а что неверно, это очень опасно. Куратор должен следовать за искусством, а не наоборот; открытия совершают художники, а не кураторы. И у кураторства — в отличие от искусства — есть утилитарная функция: оно должно быть полезным. На наших глазах кураторство выходит из галерей, преодолевает пределы куба с белыми стенами»[5] — Ханс Ульрих Обрист, 2010.
- «Динамичное развитие инфраструктуры в области современного искусства, которое мы сейчас наблюдаем в России, ни в коем случае не должно заменяться калькированием западных образцов. Следование мировым тенденциям в русской традиции имеет большой опыт симбиоза самобытности и открытости внешнему миру. Дягилев как лучший пример межжанрового и межвидового искусства был новатором, стоявшим на позиции традиций. То же характерно и, я уверен, должно быть характерно для современного русского искусства сегодня»[4] — Ханс Ульрих Обрист, 2010.